# Lev Grigorjevič Dejč
Lev Grigorjevič Dejč (rusky Лев Григоревич Дейч, 26. září 1855, Tulčin, Ruské impérium – 5. srpna 1941, Moskva, SSSR), znám také jako Leo Deutsch, byl ruský revolucionář a člen frakce menševiků.

## Životopis
Dejč se narodil jako syn židovského obchodníka. S marxismem se seznámil roku 1874 a propagoval ho v jižním Rusku.
V roce 1875 byl zatčen, podařilo se mu však uniknout a organizovat vzpouru sedláků. Dejč se připojil roku 1879 k organizaci Zemlja i volja. Tentýž rok přistoupil k její nástupnickému sdružení Čornyj pereděl.
V roce 1880 odešel Dejč do Švýcarska, kde se roku 1883 spojil s Georgijem Plechanovem. Roku 1884 byl v Německu zatčen a vydán Rusku, kde byl odsouzen ke 13 letům těžkých prací na Sibiři.
V roce 1901 se mu podařilo utéct do Londýna a stal se aktivním členem Ruské sociálně demokratické dělnické strany. Roku 1903 se Dejč spolu s Plechanovem spojil s Pavlem Axelrodem, Lvem Trockým, Iraklijem Ceretelim, Věrou Zasuličovou, Mojsejem Urickým, Noe Žordanijou a Fjodorem Danem a pod vedením Julija Martova se připojil k frakci menševiků.
Během revoluce roku 1905 se Dejč vrátil do Ruska, po jejím ztroskotání však byl zatčen a uvězněn. Opět se mu však podařilo utéct do Londýna. Roku 1911 odešel do New Yorku, kde spolu se Sergejem Ingermanem vydával noviny Nový svět.
Po únorové revoluci se Dejč vrátil do Petrohradu. Po bolševickém převratu odešel Dejč z politiky. Zemřel v roce 1941.